# Amarna-Brief EA 244

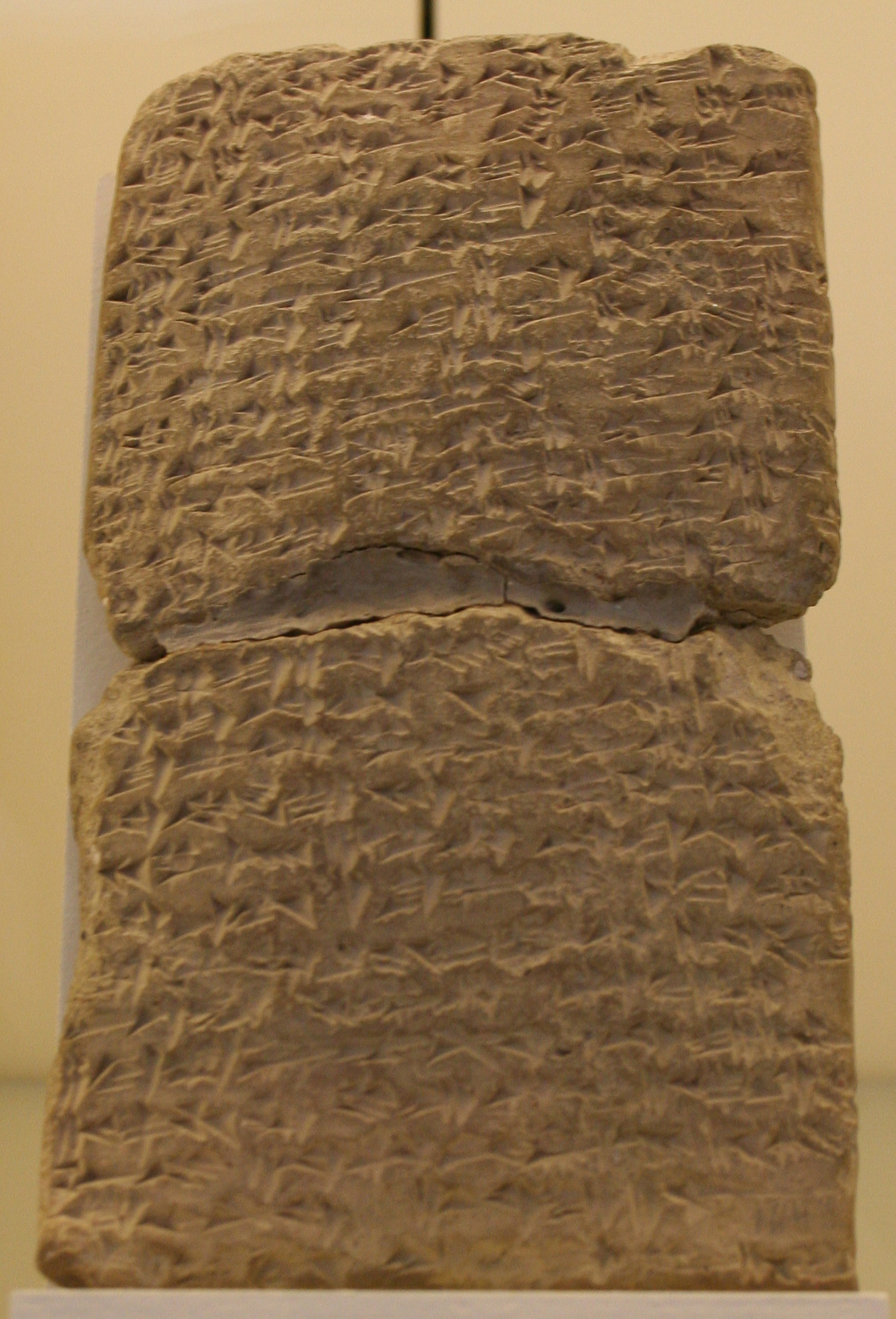
Amarna-Brief EA 288, von Abdi-Hepaṭ dem König von Jerusalem.

Amarna-Brief EA 244 ist ein Brief des Biridija, des Königs von Megiddo an den Pharao. Er ist in akkadischer Keilschrift auf einer Tontafel geschrieben und gehört zu den Amarna-Briefen aus dem Palastarchiv des Pharao Echnaton. Dieses befand sich in dessen neu gegründeter Hauptstadt Achet-Aton („Horizont des Aton“), dem heutigen Tell el-Amarna. Heute befindet sich die Tafel im Ägyptischen Museum in Kairo, Inventarnummer CM 04768 (12200).

## Akkadischer Text
Vorderseite:

1. a-na šarri(LUGAL)ri bêli(EN)-ia

2. ù dšamši(UTU)-ia qí-bí-ma

3. um-ma mbi-ri-di-ja

4. ardu(ÁRAD) ša ki-it-ti ša

5. šarri(LUGAL)ri a-na 2(m) šêpē(GÌRImeš) šarri(LUGAL)ri

6. bêli(EN)-ia ù dšamši(UTU)-ia

7. 7(m)-šu ù 7(m)-ta-a-an

8. am-qú-ut-me li-de-mì

9. šarru(LUGAL)ru bêli(EN)-ia i-nu-ma

10. iš-tu i-re-bi ṣâbē(ÉRINmeš) pí-ṭá-ti

11. i-te9-pu-uš-mì mla-ab-a-ja

12. nu-kúr-ta5 i-na mu-uḫ-ḫi-ia

13. ù la-a-mi ni-li-ú

14. zú-si-ga ba-qa-ni  ka-ṣí-ra

15. ù la-a-mì ni-le-ú

16. a-ṣí káa-bu-ul-lí ša-aḫ-ri

17. iš-tu pa-ni mla-ab-a-ja

18. i-nu-ma la-ma-ad-mì

19. ù l[a]-a-mì ti-id-[da]-nu?-na

20. ṣâbē(ÉRINmeš) pí-ṭá-tu4

21. ù a-nu-u[m-m]a

Rückseite:

22. ta!-ri-iṣ pa-ni[-šu]

23. a-na la-qí-i

24. alu(IRI) ma-gi-id-daki

25. ù lu-ú-mi

26. li-ik-ki-im-mi

27. šarru(LUGAL)ru ala(IRI)ki-šu la-a-mì

28. ji-iṣ-bat-ši

29. mla-ab-a-ja

30. šum-ma-me ga-am-ra-at-mì

31. alu(IRI)ki i-na mûti(BA.ÚŠ)

32. i-na mu-ta-a-an

33. i-na u[p-ri ù lu-ú]

34. li-di-nam-mi šarru(LUGAL)ru

35. 1(m) me lú.mešma-an-ṣa-ar-ta5

36. a-na na-ṣa-ri aliki-šu

37. la-a-mì ji-iṣ-bat-ši

38. mla-ab-a-ja šum-ma-mì

39. i-ia-nu pa-ni-ma

40. ša-nu-ta5 i-na

41. mla-ab-a-ja

Linker Rand:

42. ṣa-ba-at-mì alu(IRI) ma-gid6-da[ki]

43. ju-ba-á-ú

## Übersetzung
Vorderseite:

1. Zu dem König, meinem Herrn

2. und meiner Sonne, hat gesprochen

3. also Biridija,

4. der treue Diener des

5. Königs: Zu den 2 Füßen des Königs,

6. meines Herrn und meiner Sonne,

7. fiel ich 7mal und 7mal

8. nieder. Es wisse

9. der König, mein Herr, dass,

10. seitdem die Feldtruppen eingezogen sind,

11. Labaja gemacht hat

12. Feindschaft gegen mich!

13. Und nicht können wir

14. [...] (kazira)

15. und nicht können wir

16. durch das Tor (šaḫri) hinausgehen

17. wegen Labajas,

18. nachdem er (das) erfahren hat.

19. [U]nd (doch) hast du n[i]cht [geg]eben

20. Feldtruppen.

21. [U]nd siehe,

Rückseite:

22. [fürwa]hr ist [sein] Antlitz darauf gerichtet,

23. zu nehmen

24. Magidda.

25. Aber fürwahr,

26. es fasse

27. der König seine Stadt, damit nicht

28. sie erobere

29. Labaja,

30. wenn zu Grunde gegangen ist

31. die Stadt durch Tod,

32. durch Seuche,

33. durch Staub! So möge fürwahr

34. der König geben

35. 1hundert Besatzungs-Leute

36. zum Schützen seiner Stadt,

37. damit sie nicht erobere

38. Labaja! Wenn

39. nicht eine andere

40. Absicht in

41. Labaja ist,

Linker Rand:

42. so sucht er,

43. Magidda zu zerstören.